# Werner Schaub
Werner Schaub (* 16. November 1945 in der Ortenau, Baden) ist ein deutscher Künstler und Repräsentant wichtiger Interessensverbände der Bildenden Kunst.

## Leben und Wirken
Nach dem Abitur (1966) diente Schaub von 1966 bis 1968 als Gebirgsjäger in der Bundeswehr. Von 1968 bis 1973 studierte er  an der Kunstakademie Karlsruhe, von 1969 bis 1973 Studium der Kunstgeschichte an der Universität Karlsruhe und von 1973 bis 1978  Psychologie und Pädagogik an der Universität Heidelberg. Es folgte  von 1978 bis 2010 eine Lehrtätigkeit am Gymnasium Englisches Institut Heidelberg.
1979 war Schaub an der Gründung der Heidelberger Künstlergruppe 79 e.V. beteiligt, ebenso 1991  an der  Gründung des BBK Heidelberg.
Werner Schaub ist Vorsitzender des Bundesverbandes Bildender Künstlerinnen und Künstler (BBK) und Vorsitzender der Internationalen Gesellschaft der Bildenden Künste (IGBK) in Berlin.
Zudem ist Schaub President of the International Association of Art / Europe (IAA Europe), Vorstandsmitglied der Verwertungsgesellschaft Bild Kunst in Bonn, Vorsitzender der Künstlergruppe 79 und des Forums für Kunst in Heidelberg, Mitglied des Künstlerbundes Rhein-Neckar und Mitglied der Akademie der Künste Rhein-Neckar.
Er lebt in Heidelberg.

## Ehrungen
1988 erhielt er den Willibald-Kramm-Preis der Stadt Heidelberg, seit 2006 ist er Träger des Bundesverdienstkreuzes am Bande. 2016 erhielt er die Richard-Benz-Medaille der Stadt Heidelberg.